# Jerik Älschanow
Jerik Älschanow (kasachisch Ерік Әлжанов; * 2. Oktober 1991 in Aqtau) ist ein kasachischer Amateurboxer im Halbschwergewicht.
Älschanow nahm an den Europaspielen 2015 in Baku teil. Im Januar 2017 verlor er den Kampf um die kasachische Meisterschaft in der Klasse bis 75 kg nach Punkten gegen Nurdäulet Scharmanow. Im Februar gewann er in seiner Gewichtsklasse das Bocskai Memorial Tournament in Ungarn. Er ist Teilnehmer der Weltmeisterschaften 2017 in Hamburg.